# ابوالفرج حسین بن محمد بن هندو
ابوالفرج حسین بن محمد بن هندو شاعر و دبیر دیوان دیلمیان بود.

## خاندان ابن هندو
اِبْنِ هِنْدو، نام چند تن از کاتبان، شاعران و ادیبان ایرانی‌نژاد سده‌های ۴ و ۵ ق(۱۰ و ۱۱م.) است که زندگی‌نامهٔ دو تن از آنان چنان به هم آمیخته که تفکیک یکی از دیگری دشوار می‌نماید. منابع ما در موارد بسیار، روایات مربوط به علی را به پدرش حسین نسبت داده‌اند یا روایات مربوط به حسین را ذیل نام علی نهاده‌اند.
این خاندان، احتمالاً همه منسوب به خاندان شیعی مذهب آل هندو بوده (امینی، ۴/۱۷۲) و موطن اصلی نیاکان آنان هندوجان (هندیجان کنونی)، از روستاهای پیرامون قم، بوده‌است و کلمهٔ «هندو» در نام و نسبشان نشانهٔ تبار هندی آنان نیست (مدرسی، ۲/۱۷۸؛ دانش‌پژوه، ۲۷؛ قس: مایرهوف، ۹۵؛ فروخ، ۳/۸۸). با این‌همه، چنین نیز می‌توان پنداشت که لفظ هندو در نام آن روستا، دلیل بر اقامت گروهی مهاجر هندی در آن بوده‌است. نسبت قمی (نک‍: باخرزی، ۱/۶۰۸؛ ماخروخی، ۸۰)، رازی، بغدادی و احیاناً طبرستانی که در بعضی منابع به دنبال نام آنان آمده، بی‌گمان از آن‌جاست که اعضای این خاندان به قم با دیگر شهرها مناصب دولتی داشته‌اند.

## زندگی‌نامه
ابوالفرج حسین بن محمد بن هندو، در آغاز، یکی از شاعران و دبیران دیوان انشای عضدالدوله دیلمی (حک‍ ۳۳۸-۳۷۲ق) در فارس بود (تنوخی، ۴/۵۸). هنگامی که متنبی در ۳۵۴ق از ارّجان، میان شیراز و اهواز، دیدار کرد، ابن هندو نیز در آن شهر می‌زیسته‌است (دانشنامه) و بعید نیست که در دستگاه ابوالفضل ابن عمید (د ۳۶۰ق) فرماندار ارّجان مشغول خدمت بوده باشد. همچنین، از آن‌جا که مافروخی (همانجا)، ابوالفرج ابن هندوی قمی را از متقدمان اهل ادب اصفهان برشمرده‌است، می‌توان احتمال داد که وی مدت زمانی نه چندان کوتاه هم در اصفهان، در خدمت صاحب بن عباد (د ۳۸۵ق) دبیر ویژهٔ مؤیدالدوله (د ۳۷۳ق) بوده باشد.
ابن هندو را زمانی دیگر، در جمع یاران و ملازمان صاحب بن عباد وزیر فخرالدوله (د ۳۸۷ق) در شهر ری می‌یابیم. ثعالبی ضمن اشاره به این مطلب، وی را از دست‌پروردگان مکتب ادبی صاحب بن عباد به شمار آورده، بر حسن تأثیر مصاحبت صاحب بن عباد در شعر و ادب و مقامات ابن هندو تصریح دارد (یتیمه، ۳/۳۹۴). وی قطعات و قصاید متعددی در مدح صاحب بن عباد سروده که به «صاحبیات» معروف شده‌است (برای نمونه‌ای از آنها، نک‍: همان، ۳/۳۹۵-۳۹۶).
گویا ابن هندو سرانجام تاوان این روابط صمیمانه با صاحب بن عباد را نیز داده‌است (نک‍: محقق، ۲۰۷)، زیرا بعید نیست که صاحبیات وی، حسد ابوالفضل ابن عمید را برانگیخته باشد. ابن عمید به گزارش ابوحیان (ص ۲۵۳) در کار گروهی از اهل کتابت از جمله ابن هندو چندان دسیسه کرد که عاقبت مورد سرزنش یاران خود قرار گرفت.

## آثار
ابن ابی اصیبعه (۲/۳۶۴-۳۶۹) شرح حال مختصر و اشعار حسین بن هندو را که ثعالبی در یتیمه (۳/۳۹۴-۳۹۶) آورده، با شرح حال و اشعار و فهرست آثار علی بن حسین بن هندو که همو در تتمه (۱/۱۳۴-۱۴۴) آورده، درهم آمیخته‌است، حال آن‌که تأکیدات ثعالبی در هر دو فقره (نک‍: یتیمه، ۳/۳۹۶؛ تتمه، ۱/۱۳۵)، راه را بر چنین تلفیقی می‌بندد.
در معجم الادباءِ یاقوت حموی نیز گزارش تنوخی و روایت و شعر نقل شده از ابوجعفر بن سهل هروی که راجع به حسین بن هندو بوده، با گزارش‌های مربوط به شرح حال و اشعار علی بن حسین بن هندو درهم آمیخته (نک‍: ۱۳/۱۳۶-۱۳۷) و این خلط و به‌هم‌ریختگی از این دو منبع به منابع بعدی راه یافته‌است (برای نمونه، نک‍: ابن فضل الله، ۹/۳۰-۳۳؛ ابن شاکر، فوات، ۳/۱۳-۱۸). این درهم‌ریختگی، خوشبختانه در برخی منابع متأخر تصحیح شده‌است. امینی (همانجا) کوشیده‌است که تا سر حد امکان این رشته‌های به‌هم‌ریخته را از یکدیگر بازشناسد و حتی در نامهٔ دانشوران (۳/۱۲۷-۱۳۴) نیز به رغم آشوبی که در شرح احوال این مردان می‌بینیم، گویی کوششی در تفکیک آنان به کار گرفته شده‌است.

## پی‌نوشت
1. 1 2 3 4 5 6 7  دایرةالمعارف بزرگ اسلامی،  ج ۵، ذیل «ابن هندو».